# Suomi-sarja
Die Suomi-sarja ist seit 1999 nach der Liiga und der Mestis die dritthöchste finnische Eishockeyliga und in drei Staffeln unterteilt. Zuvor war sie lange die zweite Spielklasse unterhalb der SM-sarja.

## Gewinner
| Saison  | Meister               | Silber            | Bronze       |
| ------- | --------------------- | ----------------- | ------------ |
| 1999/00 | Jukurit               | Kiekko-Vantaa     |              |
| 2000/01 | Kalevan Pallo         | Espoon Palloseura |              |
| 2001/02 | Kajaanin Hokki        | Kiekko-Oulu       |              |
| 2002/03 | Salamat               | SaPKo             | Jokipojat    |
| 2003/04 | Jokipojat             | Koo-Vee           |              |
| 2004/05 | Seinäjoen Hockey Team | Heinolan Kiekko   |              |
| 2005/06 | Heinolan Kiekko       | SaPKo             | Koo-Vee      |
| 2006/07 | Kotkan Titaanit       | Lempäälän Kisa    |              |
| 2007/08 | D-Kiekko              | Kiekko-Laser      | HC Kerava    |
| 2008/09 | Ketterä               | RoKi              | Kiekko-Laser |
| 2009/10 | Kiekko-Laser          | KJT TuusKi        | Koo-Vee      |
| 2010/11 | RoKi                  | Koo-Vee           | HCK          |
| 2011/12 | KeuPa HT              | HC Keski-Uusimaa  | Koo-Vee      |
| 2012/13 | RoKi                  | Nokian Pyry       | KeuPa HT     |
| 2013/14 | KeuPa HT              | FPS               | Bewe TuusKi  |
| 2014/15 | Jokipojat             | Hermes            | Bewe TuusKi  |
| 2015/16 | IPK                   | Ketterä           | JHT          |
| 2016/17 | Ketterä               | JHT               | Nokian Pyry  |
| 2017/18 | JHT                   | Koo-Vee           | Nokian Pyry  |
| 2018/19 | Kajaanin Hokki        | Porvoo Hunters    | Kiekko-Espoo |

## Teilnehmer 2018/19
| Team         | Standort      | Spielstätte              | Gegründet | Cheftrainer       |
| ------------ | ------------- | ------------------------ | --------- | ----------------- |
| D-Kiekko     | Jyväskylä     | LähiTapiola Areena       | 1990      | Jari Tapper       |
| FPS          | Forssa        | Forssan jäähalli         | 1931      | Asko Rantanen     |
| Haukat       | Järvenpää     | K-rauta Areena           | 1979      | Sami Helenius     |
| HC Giants    | Hollola       | Hollolan jäähalli        | 2014      | Jesper Jalonen    |
| HCIK         | Kaarina       | AINA-Areena              | 1986      | Miikka Laaksonen  |
| Hokki        | Kajaani       | Kajaanin jäähalli        | 1968      | Jukka Niiranen    |
| Hunters      | Porvoo        | Porvoon jäähalli         | 1997      | Sami Ryhänen      |
| JHT          | Kalajoki      | Kalajoen jäähalli        | 1992      | Timo Seikkula     |
| Karhu HT     | Pori          | Isomäki Areena           | 2000      | Kari Makkonen     |
| Kiekko-Espoo | Espoo         | Espoonlahden jäähalli    | 2018      | Mikko Juutilainen |
| Laser HT     | Oulu          | Oulunsalon jäähalli      | 1997      | Jari Lehto        |
| Muik Hockey  | Uusikaarlepyy | Uudenkaarlepyyn jäähalli | 1984      | Marcus Ittonen    |
| Pyry         | Nokia         | Nokian jäähalli          | 1905      | Sami Karppinen    |
| Raahe-Kiekko | Raahe         | Raahen jäähalli          | 1994      | Arto Ylisaari     |
| Riemu        | Jyväskylä     | Synergia-areena          | 2011      | Simo Luukkainen   |
| S-Kiekko     | Seinäjoki     | Seinäjoen jäähalli 2     | 1996      | Janne Saarenpää   |
| Titaanit     | Kotka         | KSOY Areena              | 1974      | Marko Oksanen     |